# توم جونز (فلم)
توم جونز (بالإنجليزية: Tom Jones) هو فيلم رومانسي تم إنتاجه في المملكة المتحدة وصدر في سنة 1963. وهو مقتبس عن رواية تاريخ توم جونز اللقيط بقلم هنري فيلدنغ (1749).

## بطولة
- إديث إيفانز

### ترشيحات وجوائز
| السنة | الحدث  | الفئة               | النتيجة  |
| ----- | ------ | ------------------- | -------- |
|       | أوسكار | أفضل موسيقى تصويرية | فـــــوز |

## الميزانية والإيرادات
بلغت تكلفة إنتاج الفيلم حوالي مليون دولار بينما حقق أرباحا تقدر بـ 37,600,000 دولار.

## وصلات خارجية
- مقالات تستعمل روابط فنية بلا صلة مع ويكي بيانات

1. ↑  "معلومات عن توم جونز (فيلم) على موقع zweitausendeins.de". zweitausendeins.de. مؤرشف من الأصل في 2019-12-15.
2. ↑  "معلومات عن توم جونز (فيلم) على موقع isan.org". isan.org. مؤرشف من الأصل في 2019-08-27.
3. ↑  "معلومات عن توم جونز (فيلم) على موقع synchronkartei.de". synchronkartei.de. مؤرشف من الأصل في 2019-12-15.